# Macrodactylus pallens
Macrodactylus pallens är en skalbaggsart som beskrevs av Blanchard 1850. Macrodactylus pallens ingår i släktet Macrodactylus och familjen Melolonthidae. Inga underarter finns listade i Catalogue of Life.